# Samsung Galaxy S25
Samsung Galaxy S25 é uma linha de smartphones de alto padrão baseados em Android desenvolvidos, fabricados e comercializados pela Samsung Electronics como parte de sua linha Galaxy S. Eles servem coletivamente como sucessores da série Samsung Galaxy S24. Os modelos S25, S25+ e S25 Ultra foram anunciados em 22 de janeiro de 2025, no evento Galaxy Unpacked em San José, Califórnia, e espera-se que sejam lançados em 7 de fevereiro de 2025. Além disso, um telefone chamado Galaxy S25 Edge foi sugerido, mas mais detalhes sobre o dispositivo ainda não são conhecidos.

## Linhas
A linha Samsung Galaxy S25 inclui 4 modelos diferentes de smartphones: Samsung Galaxy S25, Samsung Galaxy S25+ (lê-se Samsung Galaxy S25 Plus), Samsung Galaxy S25 Ultra e o Samsung Galaxy S25 Edge. Embora não se saiba muito sobre o S25 Edge (já que a Samsung apenas fez um teaser no palco), o que sabemos é que o Samsung Galaxy S25 Edge é uma versão mais fina do S25 normal e marca uma nova adição à linha da série S de smartphones.
O S25 e o S25+ possuem o mesmo tamanho de display de seus predecessores, enquanto o topo de linha S25 Ultra tem uma tela ligeiramente maior. O modelo flagship S25 possui uma tela plana de 6,2 polegadas (155 mm). O S25+ tem hardware similar, mas com um fator de forma maior de 6,7 polegadas (168 mm). O S25 Ultra é um pouco maior que seu antecessor, com uma tela de 6,9 polegadas (175 mm). O S25 Ultra também apresenta bordas mais suaves, fazendo com que ele se alinhe mais com o resto da linha Galaxy S de smartphones. A linha S25 de smartphones é alimentada pelo chipset Snapdragon 8 Elite, que, ao contrário das gerações anteriores da Série S, será usado em todos os smartphones S25 mundialmente.

## Design
O Galaxy S25 e S25+ possuem um corpo de alumínio e uma traseira de vidro, semelhante ao design de seus predecessores. Ambos utilizam o Gorilla Glass Victus 2 para proteção. Eles estão disponíveis em 4 (quatro) cores padrão: Icy Blue, Mint, Navy e Silver Shadow, com outras 3 (três) cores adicionais disponíveis exclusivamente no site online da Samsung: Pink Gold, Coral Red e Blue Black.
|                             | Galaxy S25 e S25+                        | Galaxy S25 Ultra                                                                |
| --------------------------- | ---------------------------------------- | ------------------------------------------------------------------------------- |
| Cores bases                 | - Icy Blue - Mint - Navy - Silver Shadow | - Titanium Black - Titanium Grey - Titanium White Silver - Titanium Silver Blue |
| Cores exclusivamente online | - Pink Gold - Coral Red - Blueblack      | - Titanium Jade Green - Titanium Jet Black - Titanium Pink Gold                 |

## Especificações

### Tela
| Modelo    | Tamanho de tela        | Resolução | Densidade de píxel | Proporção de tela | Taxa de atualização máxima | Taxa de atualização variável | Formato                             |
| --------- | ---------------------- | --------- | ------------------ | ----------------- | -------------------------- | ---------------------------- | ----------------------------------- |
| S25       | 6,2 polegadas (157 mm) | 2340x1080 | ~416 ppi           | 19.5:9            | 120 Hz                     | 1 Hz to 120 Hz               | Bordas arredondadas, laterais retas |
| S25+      | 6,7 polegadas (170 mm) | 3120×1440 | ~513 ppi           | 19.5:9            | 120 Hz                     | 1 Hz to 120 Hz               | Bordas arredondadas, laterais retas |
| S25 Ultra | 6,9 polegadas (175 mm) | 3120×1440 | ~505 ppi           | 19.5:9            | 120 Hz                     | 1 Hz to 120 Hz               | Bordas arredondadas, laterais retas |

### Câmera
Os Galaxy S25 e S25+ possuem ambos um sensor wide de 50 MP, uma lente teleobjetiva de 10 MP com zoom óptico de 3x e um sensor ultrawide de 12 MP.
Por outro lado, o S25 Ultra possui um sensor wide de 200 MP, uma lente teleobjetiva periscópica de 50 MP com zoom óptico de 5x, uma lente teleobjetiva de 10 MP com zoom óptico de 3x e um sensor ultrawide de 50 MP.
Todos os três modelos de telefone possuem uma câmera frontal de 12 MP (também conhecida como câmera de selfie).
|                         | Galaxy S25 e S25+                                          | Galaxy S25 Ultra                                                                          |
| ----------------------- | ---------------------------------------------------------- | ----------------------------------------------------------------------------------------- |
| Wide                    | 50 MP, f/1.8, 24 mm, 1/1,56", PDAF de pixel duplo, OIS     | 200 MP, f/1.7, 24 mm, 1/1,3", PDAF multidirecional, OIS                                   |
| Ultrawide               | 12 MP, f/2.2, 13 mm, 1/2,55", PDAF, Vídeo Super Estável    | 50 MP, f/1.9, 120˚, PDAF de pixel duplo, HDR10+                                           |
| Telefoto                | 10 MP, f/2.4, 67 mm, 1/3,94", PDAF, OIS, zoom óptico de 3× | 10 MP, f/2.4, 67 mm, 1/3,52", PDAF de pixel duplo, OIS, zoom óptico de 5×                 |
| Periscópio teleobjetiva | (Esses modelos não possuem lente teleobjetiva periscópica) | 50 MP, f/3.4, 111 mm, 1/2,52", PDAF de pixel duplo, OIS, tele ótico 5×, zoom digital 100x |
| Frontal                 | 12 MP, f/2.2, 26 mm, PDAF                                  | 12 MP, f/2.2, 26 mm, PDAF                                                                 |

### Baterias
A capacidade da bateria de cada um dos modelos S25 corresponde à de seus predecessores. Você pode ver abaixo a capacidade da bateria e a velocidade de carregamento que cada telefone suporta:
|                                                                                | Galaxy S25 | Galaxy S25+ | Galaxy S25 Ultra | Ref.         |
| ------------------------------------------------------------------------------ | ---------- | ----------- | ---------------- | ------------ |
| Capacidade da bateria                                                          | 4.000 mAh  | 4.900 mAh   | 5.000 mAh        | [ 14 ] [ 5 ] |
| Velocidade de carregamento com fio                                             | 25 W       | 45 W        | 45 W             | [ 14 ] [ 5 ] |
| Velocidade de carregamento sem fio (Suporte para carregamento sem fio reverso) | 15 W       | 15 W        | 15 W             | [ 14 ] [ 5 ] |

### Memória e armazenamento
Os telefones S25 foram lançados com uma variedade de opções de atualização de RAM e memória, além de capacidades de armazenamento Universal Flash Storage 4.
| Modelos    | Galaxy S25 | Galaxy S25    | Galaxy S25+ | Galaxy S25+   | Galaxy S25 Ultra | Galaxy S25 Ultra | Ref.                        |
| Modelos    | RAM        | Armazenamento | RAM         | Armazenamento | RAM              | Armazenamento    | [ 15 ] [ 16 ] [ 17 ] [ 18 ] |
| ---------- | ---------- | ------------- | ----------- | ------------- | ---------------- | ---------------- | --------------------------- |
| Variante 1 | 12 GB      | 128 GB        | 12 GB       | -             | 12 GB            | 256 GB           | [ 15 ] [ 16 ] [ 17 ] [ 18 ] |
| Variante 2 | 12 GB      | 256 GB        | 12 GB       | 256 GB        | 12 GB            | 512 GB           | [ 15 ] [ 16 ] [ 17 ] [ 18 ] |
| Variante 3 | 12 GB      | -             | 12 GB       | 512 GB        | 12 GB            | 1 TB             | [ 15 ] [ 16 ] [ 17 ] [ 18 ] |
| Variante 4 | 12 GB      | -             | 12 GB       | -             | 12 GB            | -                | [ 15 ] [ 16 ] [ 17 ] [ 18 ] |

### Software
Os telefones Galaxy S25 foram lançados com Android 15 e Samsung One UI 7. A Samsung prometeu 7 anos de atualizações de sistema operacional e segurança para a série S25 (o que significa que o suporte pode terminar em 2032).